# 君士坦丁 (巴西尔一世之子)
君士坦丁（古希臘語：罗马化：Kōnstantīnos；855年至约865年间—879年9月3日）是在868年1月至879年9月3日期间在位的罗马共治皇帝，与主皇帝巴西尔一世共同执政。君士坦丁父母身份存在争议，但历史学家普遍认为他是皇帝巴西尔一世（867年—886年在位）与第一任妻子玛丽亚或第二任妻子尤多奇亚·伊格琳娜所生之子；也有其他说法，包括认为他是皇帝米哈伊尔三世（842年—867年在位）与尤多奇亚的儿子。大约在868年1月，巴西尔一世立君士坦丁为共治皇帝。870/871年，君士坦丁与神圣罗马帝国皇帝路德维希二世之女埃芒加德订婚，但不清楚他与她是否成婚；一些资料来源表明他结过婚，而另一些则认为并无确凿证据。
君士坦丁本是巴西尔一世预定继承人，因此备受父亲关注，随他参与军事战役，其中包括在叙利亚的一次征战，战后还一同举行凯旋式。相比之下，君士坦丁的弟弟利奥六世（886年—912年在位）被立为共治皇帝，只是为确保皇室血脉传承以及增强统治合法性。然而，君士坦丁于879年9月3日先于父亲因发烧去世。君士坦丁死后，利奥成为主要继承人，另一个弟弟亚历山大（912年—913年在位）则获立为共治皇帝。

## 父母身份

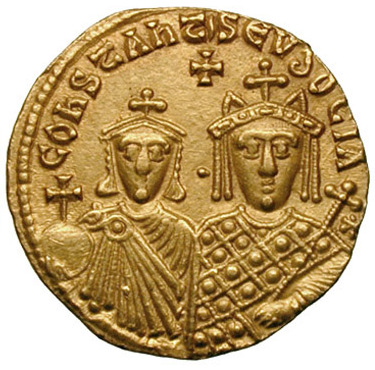
一枚铸有君士坦丁和尤多奇亚形象的硬币背面

据历史学家尼古拉·阿东茨所述，君士坦丁大约生于855年，不过历史学家肖恩·图格则认为其出生日期在864年或更晚些时候。君士坦丁父母身份存在很大争议，但罗马皇帝巴西尔一世（867年—886年在位）名义上是他父亲。巴西尔出身于一个富裕的农民家庭，后来受到皇帝米哈伊尔三世（842年—867年在位）关注，继而成为他亲信和宫廷卫士长。有史料记载，巴西尔在成为皇帝之前与玛丽亚结婚，至少育有一女阿纳斯塔西娅，君士坦丁也有可能是他俩所生，之后米哈伊尔三世命令他与玛丽亚离婚，再娶尤多奇亚·伊格琳娜（866年—882年在位），巴西尔照做了。一些史料称尤多奇亚曾是米哈伊尔三世情妇，甚至在嫁给巴西尔之后依然如此。婚礼确切日期不得而知，但依据10世纪伪西蒙的时间线记载，巴西尔与尤多奇亚的婚姻传统上被认定大约发生在865年左右；不过，像罗米利·詹金斯和帕特里夏·卡林-海特这样的历史学家对这一时间线的准确性提出质疑。詹金斯还指出大官人西蒙所著米哈伊尔统治时期叙事中的“年代错乱问题”，这进一步让人对巴西尔和尤多奇亚的结婚日期产生怀疑。历史学家西里尔·曼戈认为君士坦丁和阿纳斯塔西娅都是巴西尔和玛丽亚的孩子，历史学家乔治·奥斯特洛格尔斯基也持有这一观点。英国研究拜占庭帝国的学者朱迪思·赫林对巴西尔和尤多奇亚的结婚日期提出不同看法，按照她的观点，尤多奇亚就是君士坦丁母亲。10世纪历史学家文法学者利奥提出，君士坦丁是米哈伊尔和尤多奇亚的儿子。历史学家琳达·加兰和肖恩·图格在他们2007年的著作中并未表明立场，但承认上述三种说法皆有可能。
一些对由巴西尔建立的马其顿王朝怀有敌意的史料暗示，巴西尔其他儿子并非他亲生。这些史料宣称尤多奇亚是米哈伊尔情妇，巴西尔与尤多奇亚的婚姻只是名义上的。因此，利奥六世和君士坦丁堡普世牧首斯特凡诺斯一世都受到质疑，这样一来，亚历山大（912年—913年在位）就成为巴西尔唯一婚生儿子。不过，大多数现代学者怀疑这类说法的准确性，他们认为利奥是巴西尔和尤多奇亚的婚生儿子。
在1994年的博士论文中，图格支持君士坦丁是尤多奇亚之子这一观点。在其1997年的著作中，图格对将君士坦丁视为玛丽亚之子这一观点背后的诸多推理作出讨论，指出“没有理由认为他不是尤多奇亚的儿子”，但也没有明确指出君士坦丁生母究竟是谁。在1994年的著作中，图格指出许多拜占庭编年史家认为君士坦丁是巴西尔的儿子，而且许多历史学家用君士坦丁是玛丽亚之子这一说法来解释为何据说巴西尔厌恶利奥却不厌恶君士坦丁，因为这样一来巴西尔就会把君士坦丁当作自己的亲生儿子了。图格还提出，亚历山大由于出生在米哈伊尔死后，不可能是米哈伊尔的儿子，他没有取代君士坦丁和利奥被立为皇帝，这表明要么巴西尔认为他俩都是自己亲生儿子，要么就是并不在意他们是否亲生，而且米哈伊尔似乎也未曾以父亲的态度看待过利奥。图格对那些否定君士坦丁是尤多奇亚之子的观点提出质疑，那些观点争辩说，如果君士坦丁在尤多奇亚和巴西尔结婚后才出生，那么在878年随父出征时他年纪就太小了；图格表示，鉴于巴西尔和尤多奇亚结婚时间的年代顺序存在诸多问题，所以君士坦丁有可能已到参战年龄。阿诺德·J·汤因比提出一种观点，即父母对儿子们的感情可能不同，个性差异与不同生母一样，都有可能解释为何巴西尔偏爱君士坦丁胜过利奥。
图格在1997年的著作中，指出曼戈的推断很巧妙，但过于复杂，他认为米哈伊尔本可以直接收养君士坦丁，而没必要策划一场阴谋，让一个他都不知道性别的孩子生于紫色寝宫。亚历山大在君士坦丁死后的879年才被立为皇帝，这一事实也进一步印证上述观点。图格还指出，利奥六世在其《战术》一书中主张带上被称作“贵族幼崽”的贵族之子出征，《巴西尔传》在叙述878年那场战役时也用同样的词来称呼君士坦丁；当时君士坦丁可能是十三四岁，所以他有可能是尤多奇亚的儿子。阿东茨认为君士坦丁肯定生于855年左右，因此是玛丽亚之子，他的这一论断是基于君士坦丁与神圣罗马帝国皇帝路德维希二世（844年—875年在位）之女埃芒加德的婚约；图格则认为这更像是孩童间订婚而非真正结婚，而且鉴于许多拜占庭男子15岁就已结婚，这或许表明君士坦丁当时年纪更小。
支持马其顿王朝的历史学家，如利奥六世及其子君士坦丁七世，还有约瑟夫·耶尼修斯，都略去巴西尔与玛丽亚第一次婚姻的相关信息。君士坦丁七世称他所有姑母和叔伯都是巴西尔和尤多奇亚的婚生子女，利奥六世更进一步表示，巴西尔和尤多奇亚在结婚前就已育有子女。君士坦丁七世描绘巴西尔统治时期的理想化说法，称巴西尔在圣索菲亚大教堂加冕时，后面跟着一辆载有尤多奇亚、君士坦丁和利奥的马车，而且君士坦丁和利奥与巴西尔在867年同时加冕，不过没有其他史料能佐证这一点。对马其顿王朝持敌对态度的历史学家，如大官人西蒙，通常认为君士坦丁是尤多奇亚之子，还提供有关尤多奇亚所谓不忠以及米哈伊尔和巴西尔之间安排的相关信息。
|                | 中世纪史料         | 中世纪史料         | 中世纪史料         | 中世纪史料       | 中世纪史料       | 现代资料来源     | 现代资料来源          | 现代资料来源       | 现代资料来源              | 现代资料来源              | 现代资料来源                    | 现代资料来源                                  |
| 资料来源与孩子 | 大官人西蒙         | 修道士乔治         | 文法学者利奥       | 利奥六世         | 君士坦丁七世     | 尼古拉·阿东茨    | 乔治·奥斯特洛格尔斯基 | 西里尔·曼戈认      | 朱迪思·赫林               | 肖恩·图格（1994年）       | 肖恩·图格（1997年）             | 琳达·加兰与 肖恩·图格（2007年）               |
| 君士坦丁       | 不确定             | -                  | 米哈伊尔与尤多奇亚 | 瓦西里与尤多奇亚 | 瓦西里与尤多奇亚 | 瓦西里与玛丽亚   | 瓦西里与玛丽亚        | 瓦西里与玛丽亚     | 米哈伊尔/瓦西里与尤多奇亚 | 瓦西里/米哈伊尔与尤多奇亚 | 瓦西里/米哈伊尔与倾向于尤多奇亚 | 瓦西里与玛丽亚/尤多奇亚；或米哈伊尔与尤多奇亚 |
| 利奥           | 米哈伊尔与尤多奇亚 | 米哈伊尔与尤多奇亚 | 米哈伊尔与尤多奇亚 | 瓦西里与尤多奇亚 | 瓦西里与尤多奇亚 | 瓦西里与尤多奇亚 | 瓦西里与尤多奇亚      | 米哈伊尔与尤多奇亚 | 米哈伊尔/瓦西里与尤多奇亚 | 瓦西里/米哈伊尔与尤多奇亚 | 瓦西里/米哈伊尔与尤多奇亚       | 瓦西里/米哈伊尔与尤多奇亚                     |
| 斯特凡诺斯     | 米哈伊尔与尤多奇亚 | 米哈伊尔与尤多奇亚 | 米哈伊尔与尤多奇亚 | 瓦西里与尤多奇亚 | 瓦西里与尤多奇亚 | 瓦西里与尤多奇亚 | 瓦西里与尤多奇亚      | -                  | 米哈伊尔/瓦西里与尤多奇亚 | 瓦西里/米哈伊尔与尤多奇亚 | 瓦西里/米哈伊尔与尤多奇亚       | 瓦西里/米哈伊尔与尤多奇亚                     |
| 亚历山大       | 瓦西里与尤多奇亚   | 瓦西里与尤多奇亚   | -                  | 瓦西里与尤多奇亚 | 瓦西里与尤多奇亚 | 瓦西里与尤多奇亚 | 瓦西里与尤多奇亚      | -                  | 米哈伊尔/瓦西里与尤多奇亚 | 瓦西里与尤多奇亚          | 瓦西里与尤多奇亚                | 瓦西里与尤多奇亚                              |

## 晚年
巴西尔让米哈伊尔相信他舅舅巴尔达斯正密谋反对他，得以晋升为共治皇帝。巴西尔得到米哈伊尔许可后，于866年5月26日将巴尔达斯杀害，加冕为皇帝。此后，巴西尔和米哈伊尔之间关系日益紧张，巴西尔担心自己会被取代，因为米哈伊尔曾威胁要立贵族巴西尔斯库斯为皇帝。于是，867年9月23日至24日夜间，巴西尔及同谋者在米哈伊尔床上将他杀害，巴西尔由此成为唯一皇帝。
君士坦丁和弟弟都由后来成为君士坦丁堡普世牧首的佛提乌负责教导；佛提乌可能也是君士坦丁的教父，不过图格等历史学家认为，佛提乌是利奥的教父，而非君士坦丁的教父。历史学家认为，君士坦丁从巴西尔那里得到更直接教导和更多关注，而他其他弟弟可能由宫廷宦官陪伴着接受教育。大约在868年1月，巴西尔立君士坦丁为共治皇帝，君士坦丁是他预定继承人。有些历史学家认为加冕仪式在868年1月6日主显节举行，但这并不确定；仪式也有可能在867年12月25日举行。尽管利奥在870年1月6日被立为共治皇帝，但图格认为，尽管从技术层面上讲利奥拥有皇帝地位，但他原本很可能要过着默默无闻的生活，其存在只是为确保皇位传承，就如同后来亚历山大在利奥统治下的情况一样。
在870/871年，君士坦丁与神圣罗马帝国皇帝路德维希二世之女埃芒加德订婚。历史学家查尔斯·普雷维特-奥顿和维尔纳·翁索尔格认为他们结过婚，但图格（1994年）则辩称并无相关证据。君士坦丁随父亲参与军事战役，目的是让他为成为军事领袖做好准备，其中包括在叙利亚的一场战役，878年，他与父亲在君士坦丁堡共同举行凯旋式。879年1月，君士坦丁和父亲在日耳曼尼基亚地区作战，取得大捷。那年夏天，君士坦丁和父亲返回，劫掠日耳曼尼基亚和阿达塔，还对美索不达米亚北部发动突袭。在第八次大公会议的法令中，君士坦丁被称作皇帝。在一些硬币上，他也以“瓦西琉斯”头衔与巴西尔及其他家族成员一同出现。

## 驾崩
879年9月3日，君士坦丁意外因发烧去世，利奥由此成为主要皇位继承人。君士坦丁离世让巴西尔深受打击，他宣布一段可能长达六个月、一直持续到880年3月3日的哀悼期。君士坦丁死后所铸造的许多钱币都以他为主题。詹金斯称，君士坦丁死后，“巴西尔精神错乱，在接下来的七年里持续陷入精神失常的状态”，还说巴西尔对利奥变得暴力且轻蔑，因为他“从来都没喜欢过”利奥，鄙视他那“书生气的年少模样”；图格认为这种说法“往好了说，也是一种夸大其词”。图格确实也承认，支持马其顿王朝的史料存在明显的偏见，宣称巴西尔“以约伯为榜样，勇敢地”恢复过来，但他认为巴西尔受到的打击更多是源于失去一位自己悉心培养、期望能继承皇位的继承人，而非出于真正的偏爱。巴西尔还让君士坦丁堡普世牧首佛提乌一世宣布君士坦丁为圣人，这一点得到《君士坦丁堡圣徒列传》确认。《伊格纳提乌斯生平》记载，巴西尔修建众多教堂和修道院来纪念君士坦丁，其中有一处地方，据说主教塞奥多利·桑塔瓦雷诺斯能够为巴西尔召唤出君士坦丁的鬼魂。
君士坦丁去世后，巴西尔专注于通过让利奥与塞奥法诺·马丁纳基亚结婚来巩固自己王朝，以便他们能生育子嗣，图格（1994年）指出，巴西尔可能变得过度保护孩子，不让剩下的孩子参与战事。据信，亚历山大在君士坦丁去世后的879年加冕为皇帝。883年，巴西尔将利奥囚禁起来，剥夺他皇帝头衔，据称是因为利奥有篡位计划，此后亚历山大似乎成为皇位继承人，直到886年7月，利奥获释，重新登上皇位。仅仅一个月后，也就是886年8月29日，巴西尔因狩猎时受伤去世，利奥继承皇位。

### 一手史料作者或书名
- 君士坦丁七世
- 修道士乔治
- 约瑟夫·耶尼修斯
- 利奥六世
- 文法学者利奥
- 帕夫拉戈尼亚人尼基塔斯·大卫
- 伪西蒙
- 大官人西蒙
- 《塞奥法尼斯编年史续编》